# Leptoxis melanoides
Leptoxis melanoides är en snäckart som först beskrevs av Conrad 1834.  Leptoxis melanoides ingår i släktet Leptoxis och familjen Pleuroceridae. IUCN kategoriserar arten globalt som akut hotad. Inga underarter finns listade i Catalogue of Life.